# Architecture romane en Sardaigne

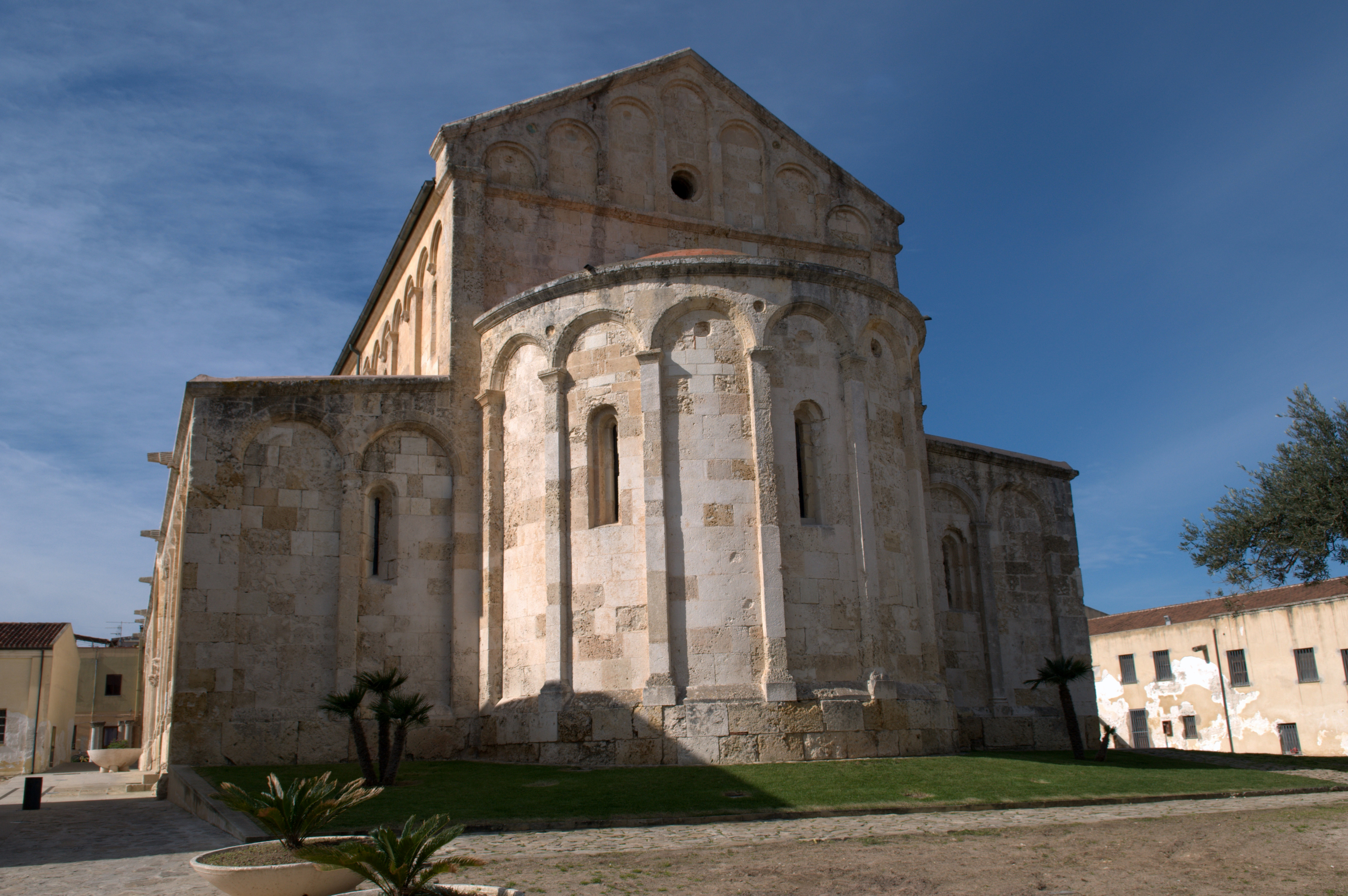
Basilique San Gavino, Porto Torres

L'architecture romane en Sardaigne est le style architectural roman qui s'est développé en Sardaigne dont les origines remontent à l'époque des Giudicati. Il s'est manifesté sous diverses formes grâce à l'implantation en Sardaigne de plusieurs ordres religieux, provenant de régions italiennes et de France. Dans les architectures de cette époque on note les influences pisanes, lombardes et provençales ainsi que les traces  d'ouvriers provenant de la péninsule ibérique, de culture islamique.

## Histoire

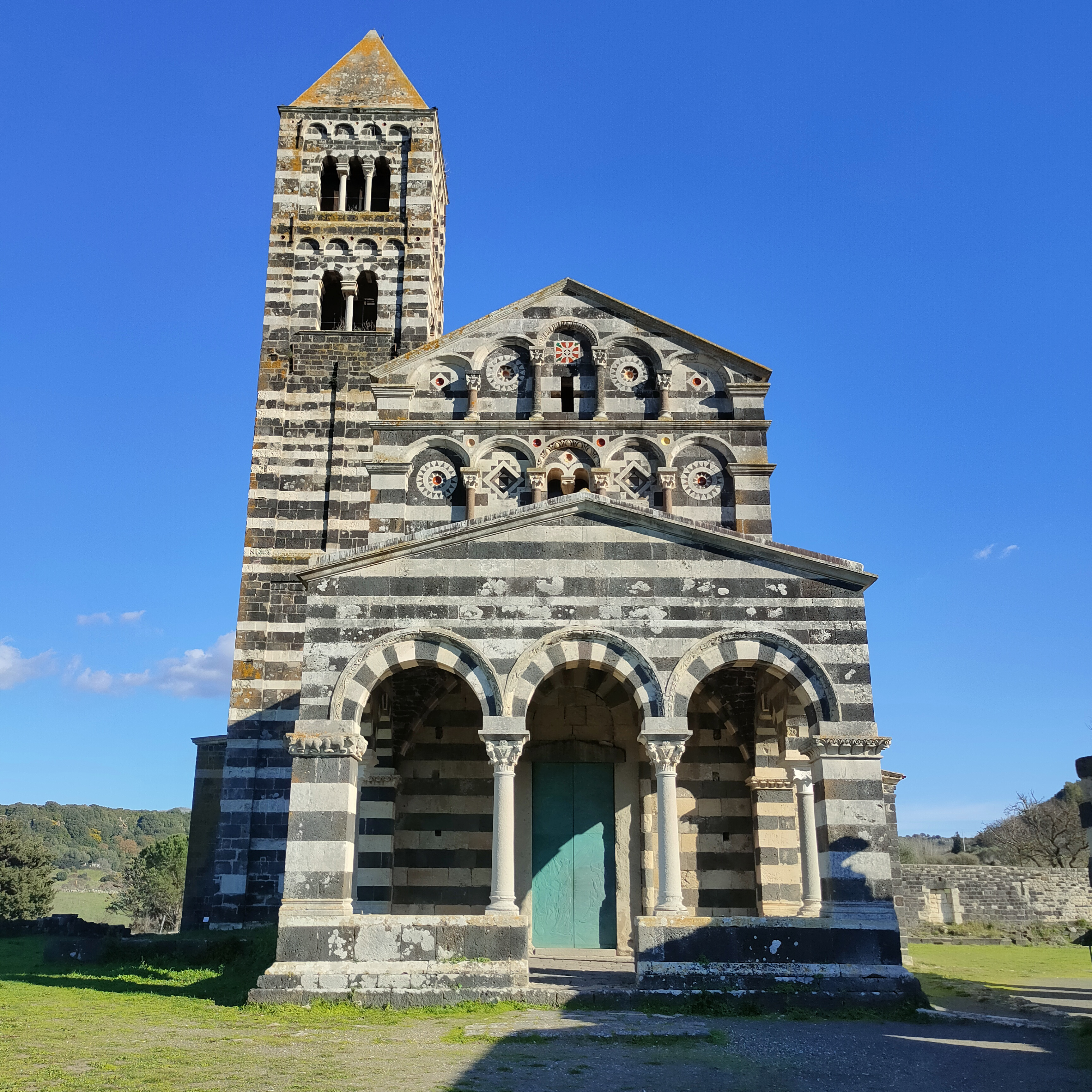
Façade de la basilique de Saccargia, Codrongianos.

Le premier édifice roman de l'île est la basilique de San Gavino à Porto Torres, Giudicato de Torres, commencée sous le règne du Juge Gonario Ier de Torres maison de Lacon-Gunale (vers 1015-1038 ). La basilique a été érigée à proximité d'une zone où se trouvaient une nécropole paléochrétienne et deux anciennes basiliques datant des Ve et VIIe siècles. Les Judiqes ont embauché des ouvriers à Pise pour la construire. À la mort de Gonnario, son fils Barisone Ier de Torres lui succède et poursuit la construction de la basilique qui est achevée avant 1063. Barisone Ier ouvre à l'immigration des ordres monastiques sur l'île. En 1063 il demande à  Desiderio di Benevento, abbé de Mont-Cassin, l'envoi d' un groupe de moines pour prendre possession d'un vaste territoire et de ses dépendances, dont les églises de Santa Maria di Bubalis (identifiées avec Nostra Segnora de Mesumundu) et l'église des Saints-Elia-et-Enoc, situées au sommet du mont Santu sur le territoire de Siligo. En 1089 Costantino Ier de Cagliari Juge de Cagliari, fait don à l'abbé de l'abbaye Saint-Victor de Marseille, Richard, de la basilique San Saturnino ainsi que d'autres propriétés pour que les moines fondent un monastère. Dès lors, pendant plusieurs décennies, les ordres religieux arrivent sur l'île, parmi lesquels les Camaldules, les Vallombrosiens, les Cisterciens, les Victoriens, etc. À la suite de ce phénomène, grâce à l'engagement financier de la noblesse locale (mayorales), de nombreuses églises privées sont fondées entrainant le développement de l'architecture romane avec ses caractéristiques particulières.

## Architecture

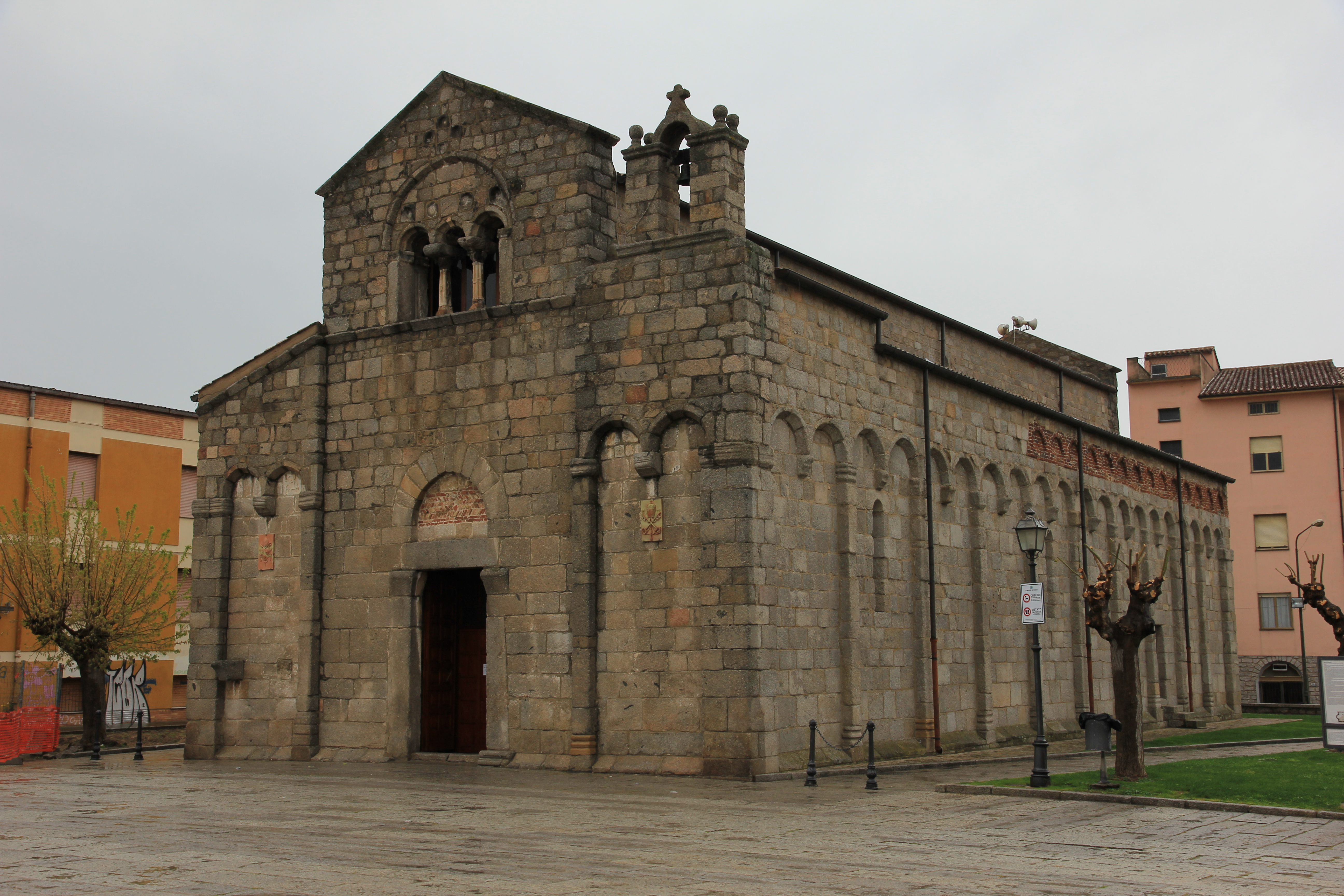
Basilique San Simplicio, Olbia.

Giulio Carlo Argan identifie dans le roman sarde des XIe et XIIe siècles une « attitude particulière » envers les deux nouveaux courants lombard et toscan qui parfois se confondent. Comme dans le cas de San Nicola di Trullas (avant 1113) à Semestene (SS), de la chapelle palatine de Santa Maria del Regno (1107) à Ardara ou de San Nicola di Silanis (avant 1122) de Sedini (SS) et de la  San Simplicio à Olbia (XIe – XIIe siècle). Les exemples d'architecture exclusivement lombarde ne manquent pas, comme dans le cas de l'église de San Pietro di Zuri du maître Anselmo de Côme.

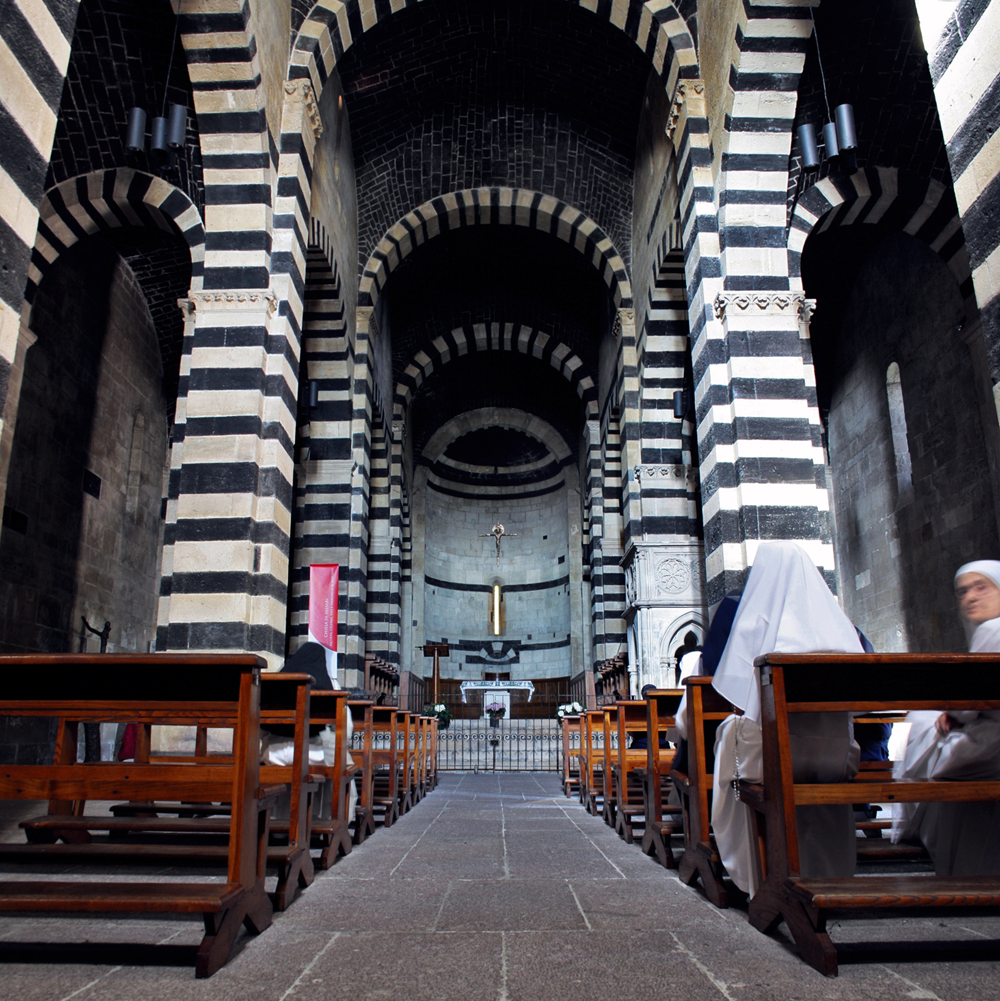
Nef centrale de San Pietro di Sorres, Borutta.

Il existe également des architectures d'origine française construites pour le compte des moines marseillais par des ouvriers provençaux, parfois assistés par des ouvriers locaux formés en Italie. Il s'agit notamment de l'église San Platano à Villaspeciosa, de l'église San Gemiliano à Sestu,  San Lorenzo à Cagliari, San Saturnino di Ussana et du premier édifice Santa Maria di Uta (CA). Les Bénédictins de San Vittore agissaient sur l'île ainsi que des ordres venus d'outre- Alpes comme les Cisterciens, les Templiers et les Lerinenses.
Il existe des exemples d'églises d'origine toscane, comme la Basilique de Saccargia à Codrongianos et la Cathédrale San Pietro di Sorres, Borutta (SS), l'Église Nostra Signora di Tergu ou la Cathédrale Santa Giusta du centre homonyme (OR) et l'église San Nicola di Ottana (NU).
Il existe aussi des structures défensives telles que les nombreux châteaux et tours de la ville de Cagliari, dont la Tour San Pancrazio et la Tour de l'Éléphant, conçues par l'architecte sarde Giovanni Capula.

## Galerie

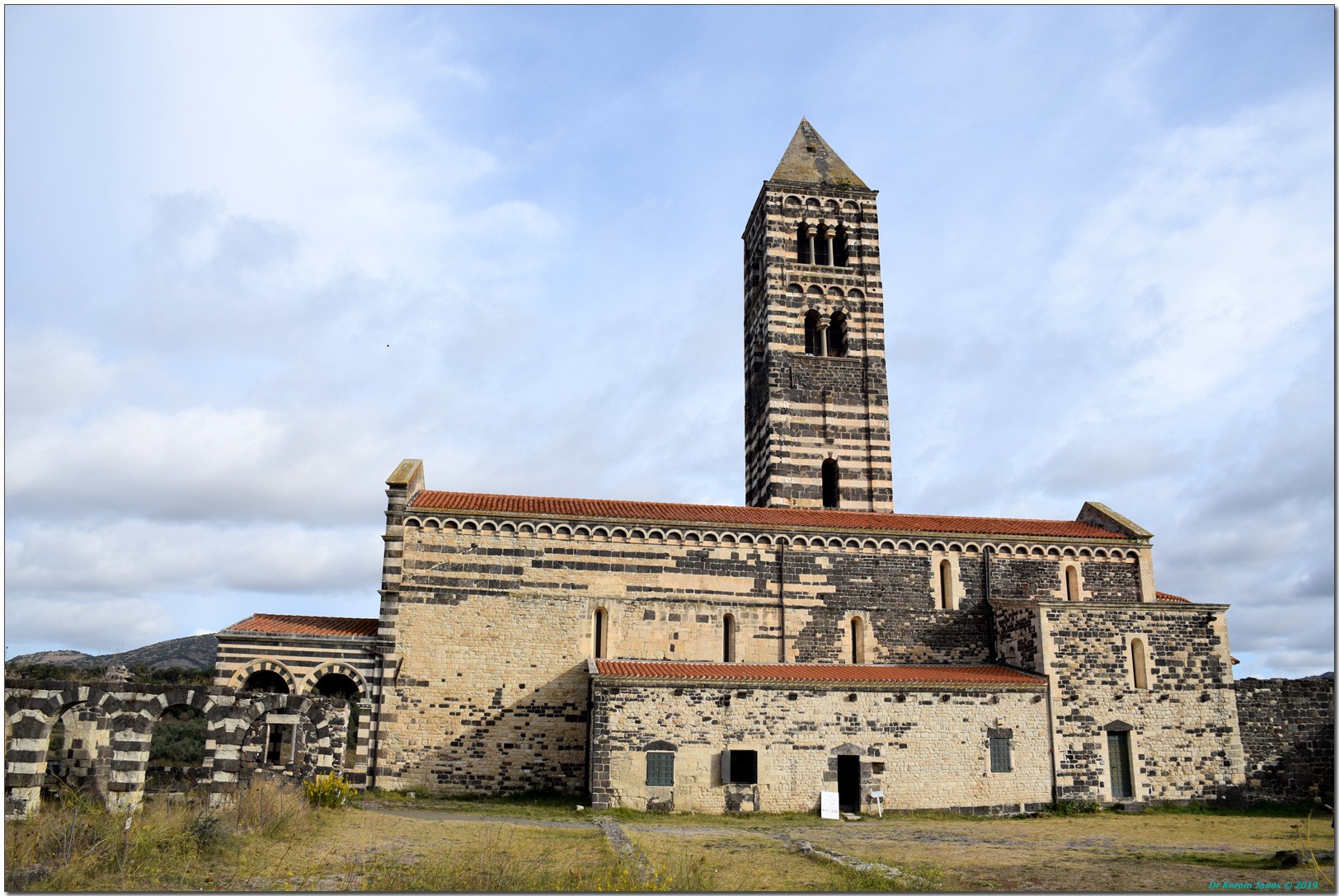
Basilique de Saccargie, vue latérale.
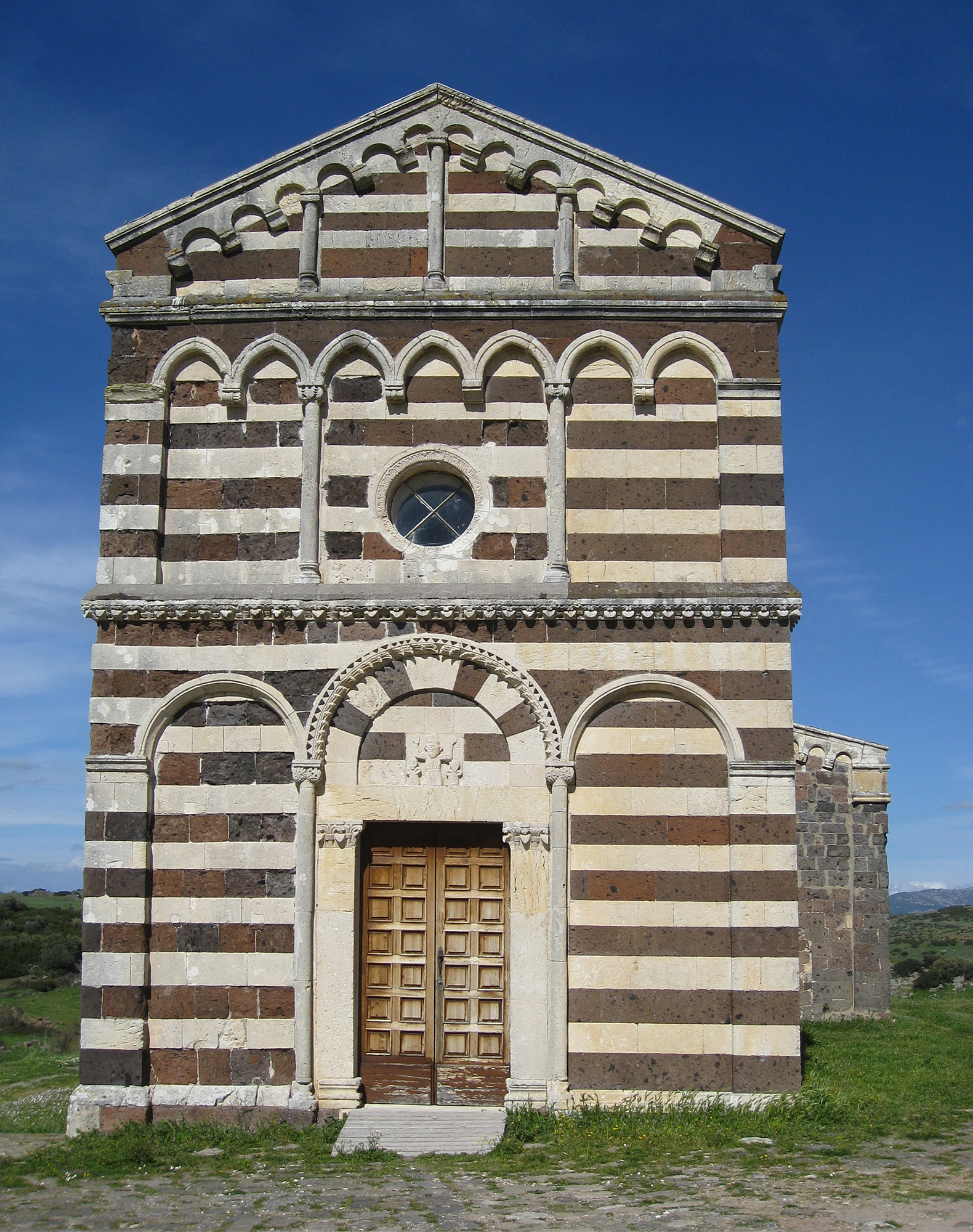
Église San Pietro delle Immagini ou del Crocifisso, Bulzi.
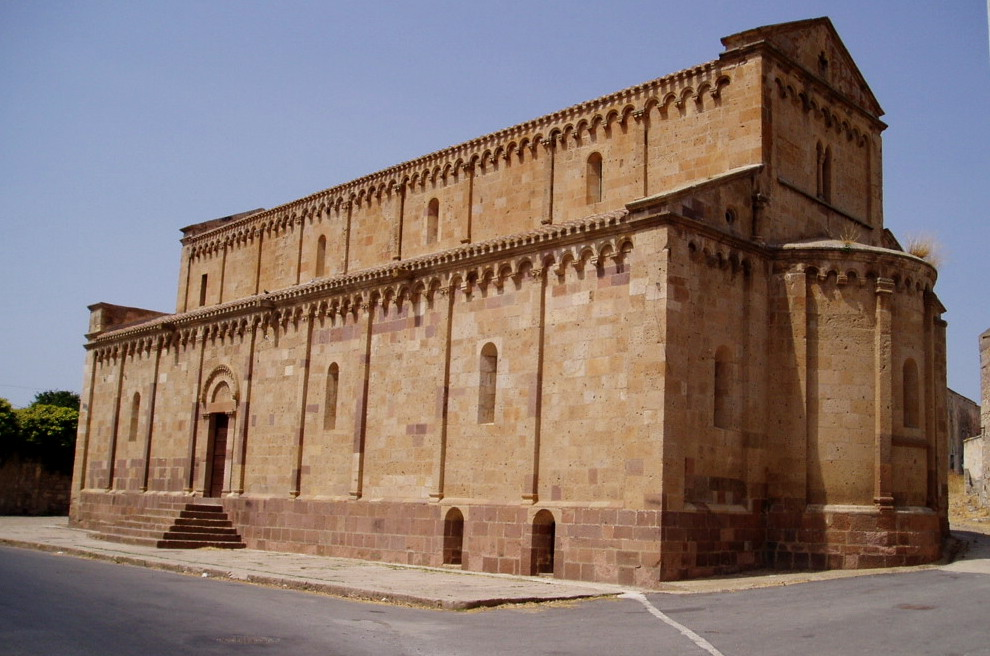
Cathédrale  Santa Maria di Monserrato, Tratalias.
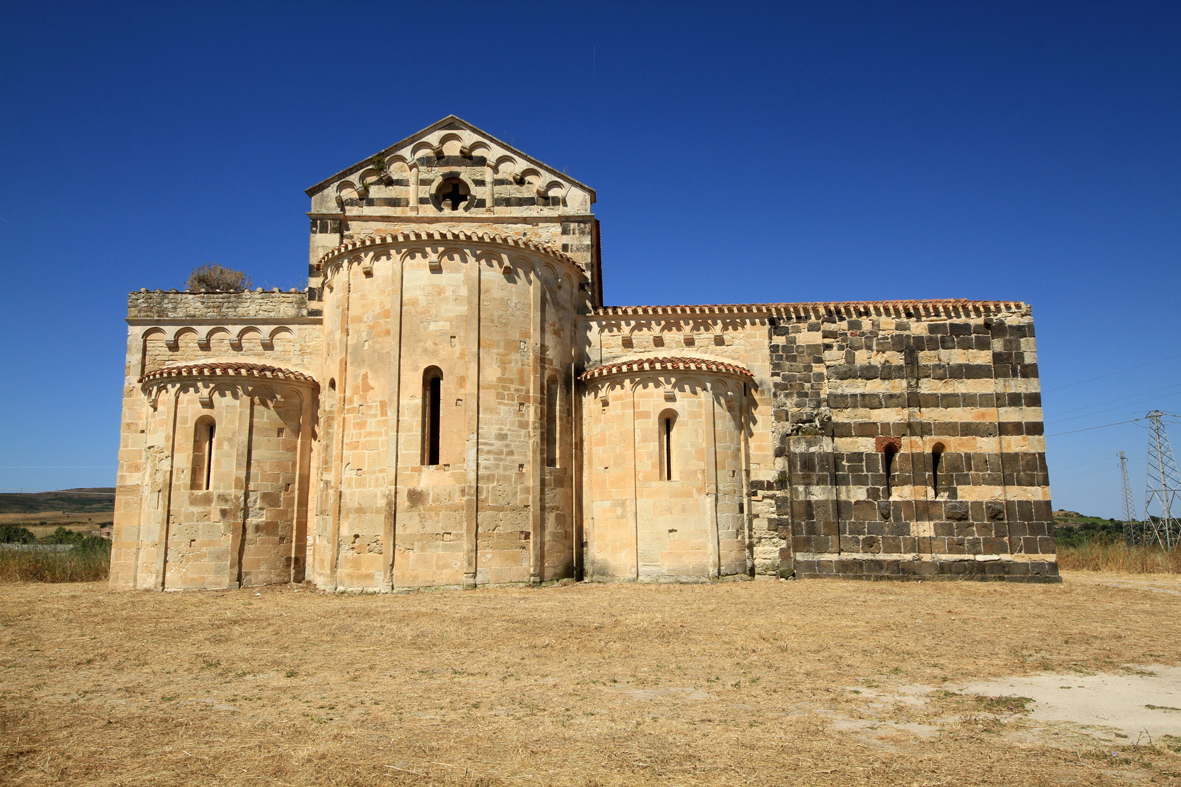
Église San Michele di Salvènero, Ploaghe.
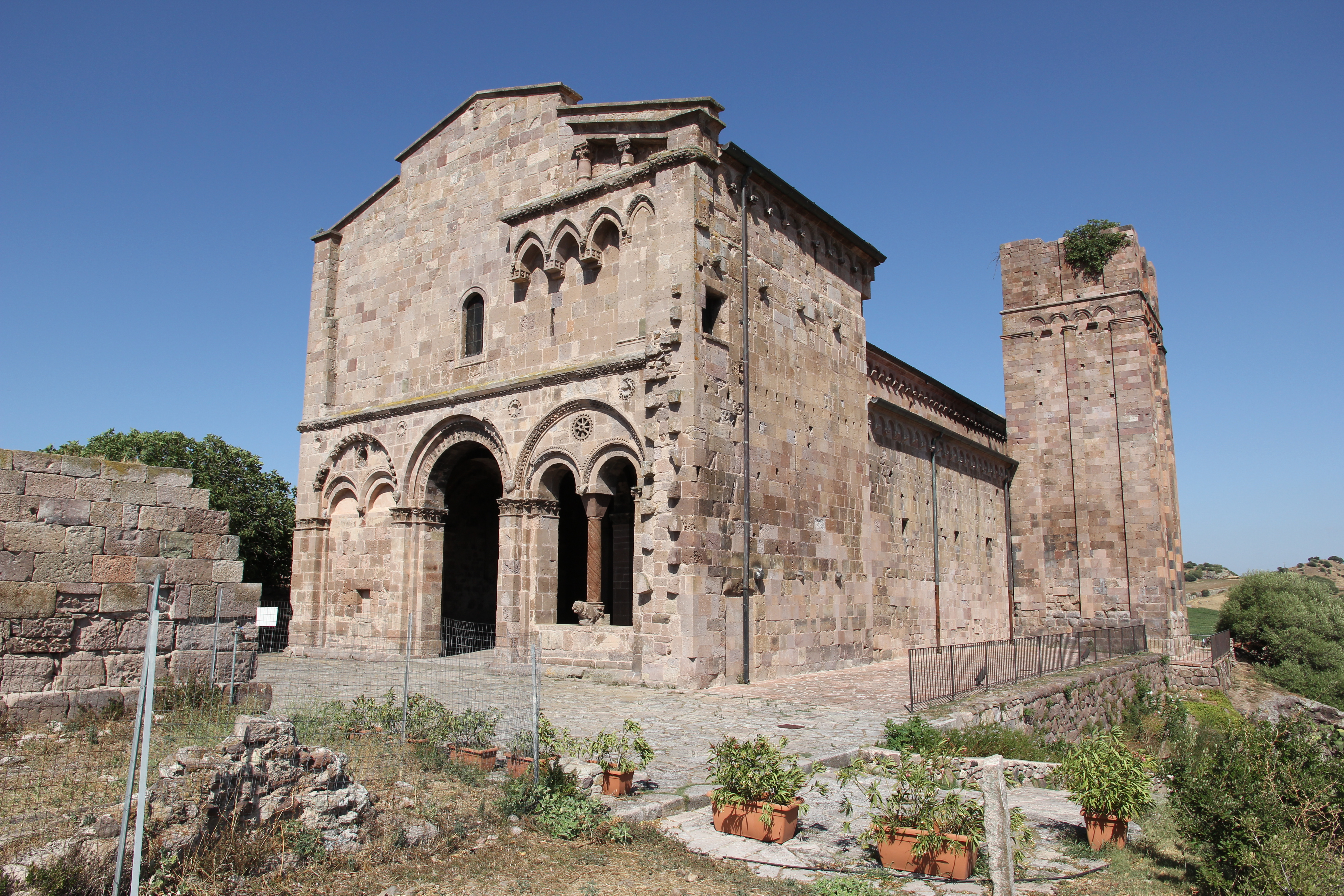
Basilique Sant'Antioco di Bisarcio, Ozieri.
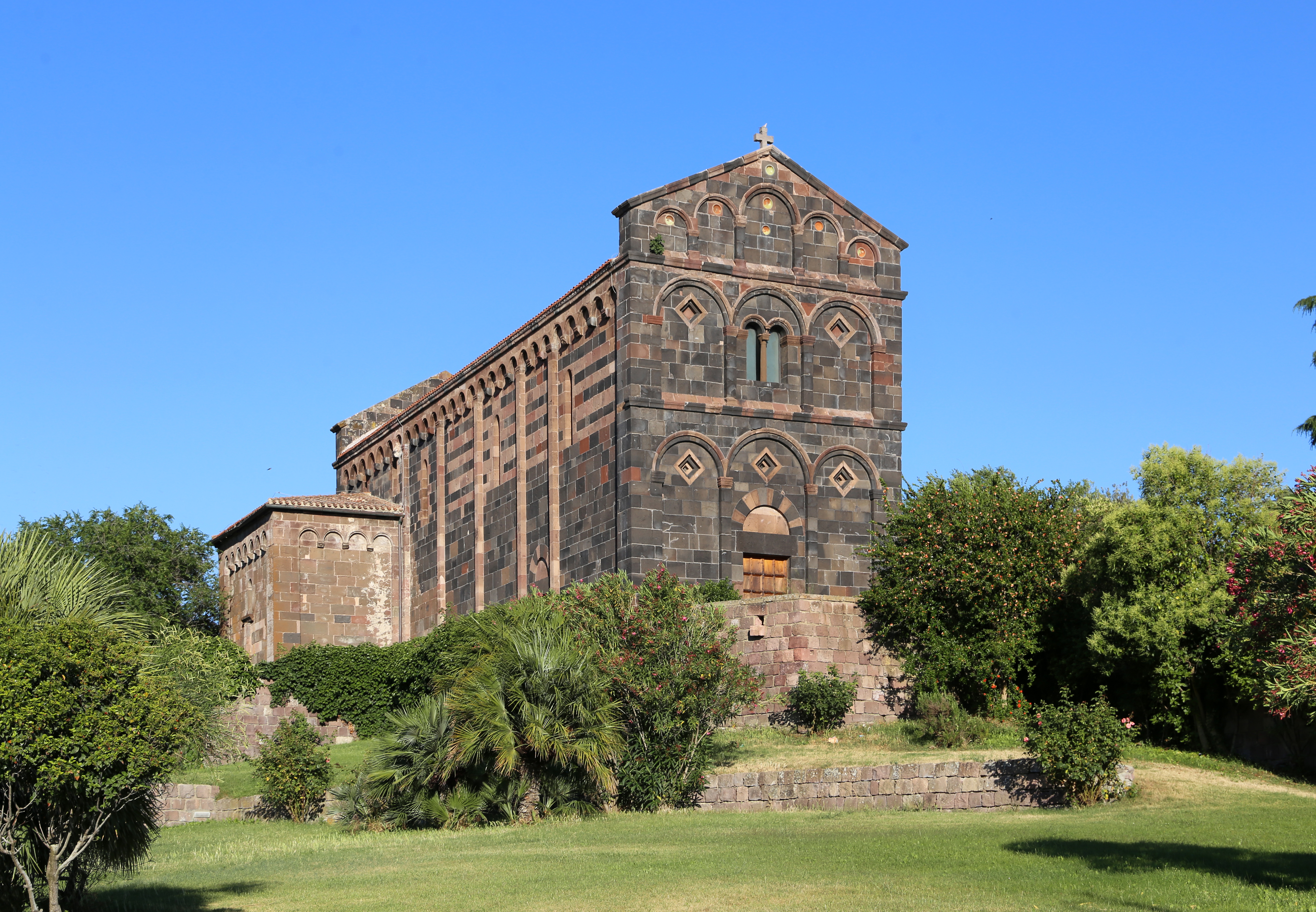
Saint Nicolas, Ottana.
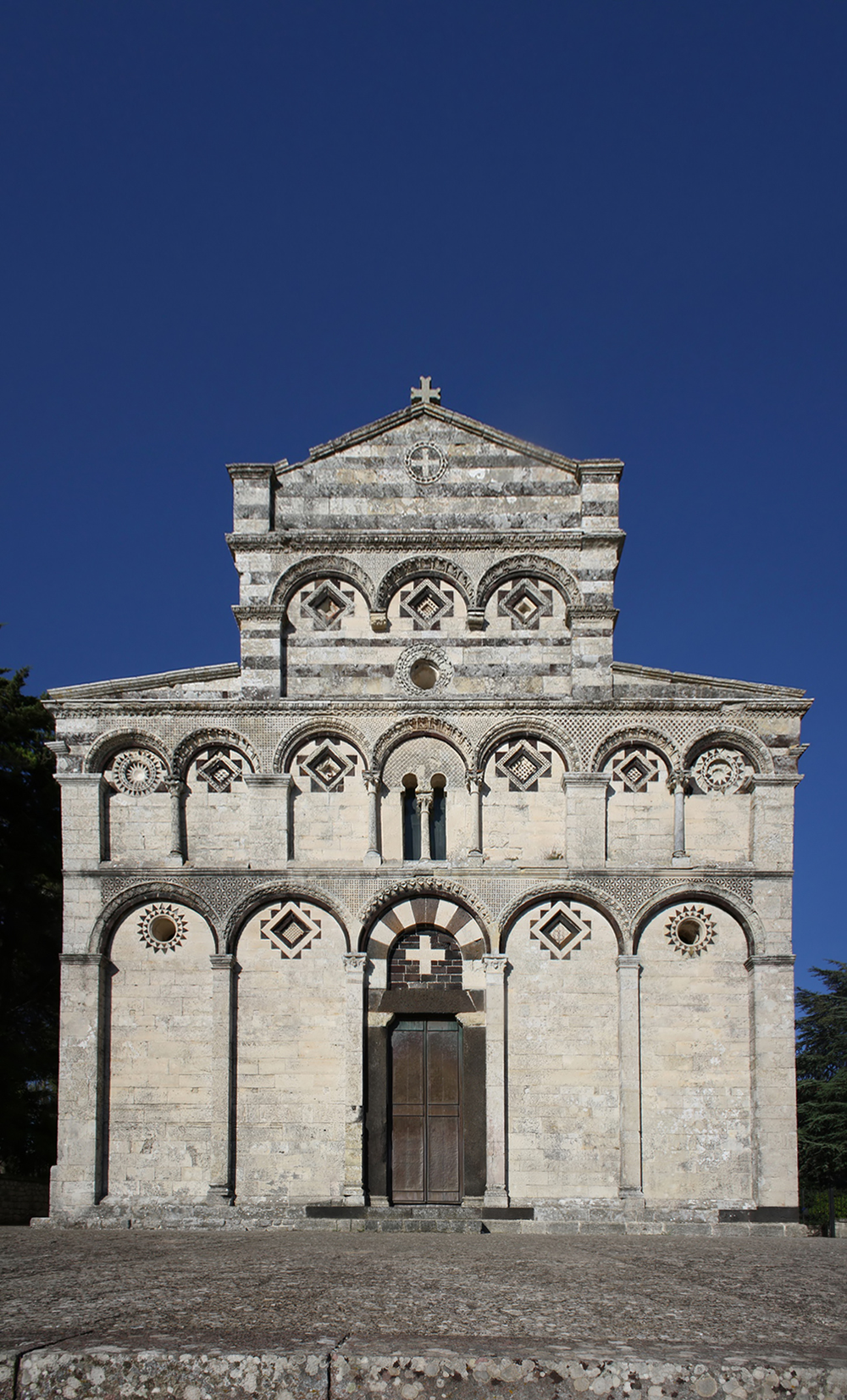
Saint-Pierre de Sorres, Borutta.
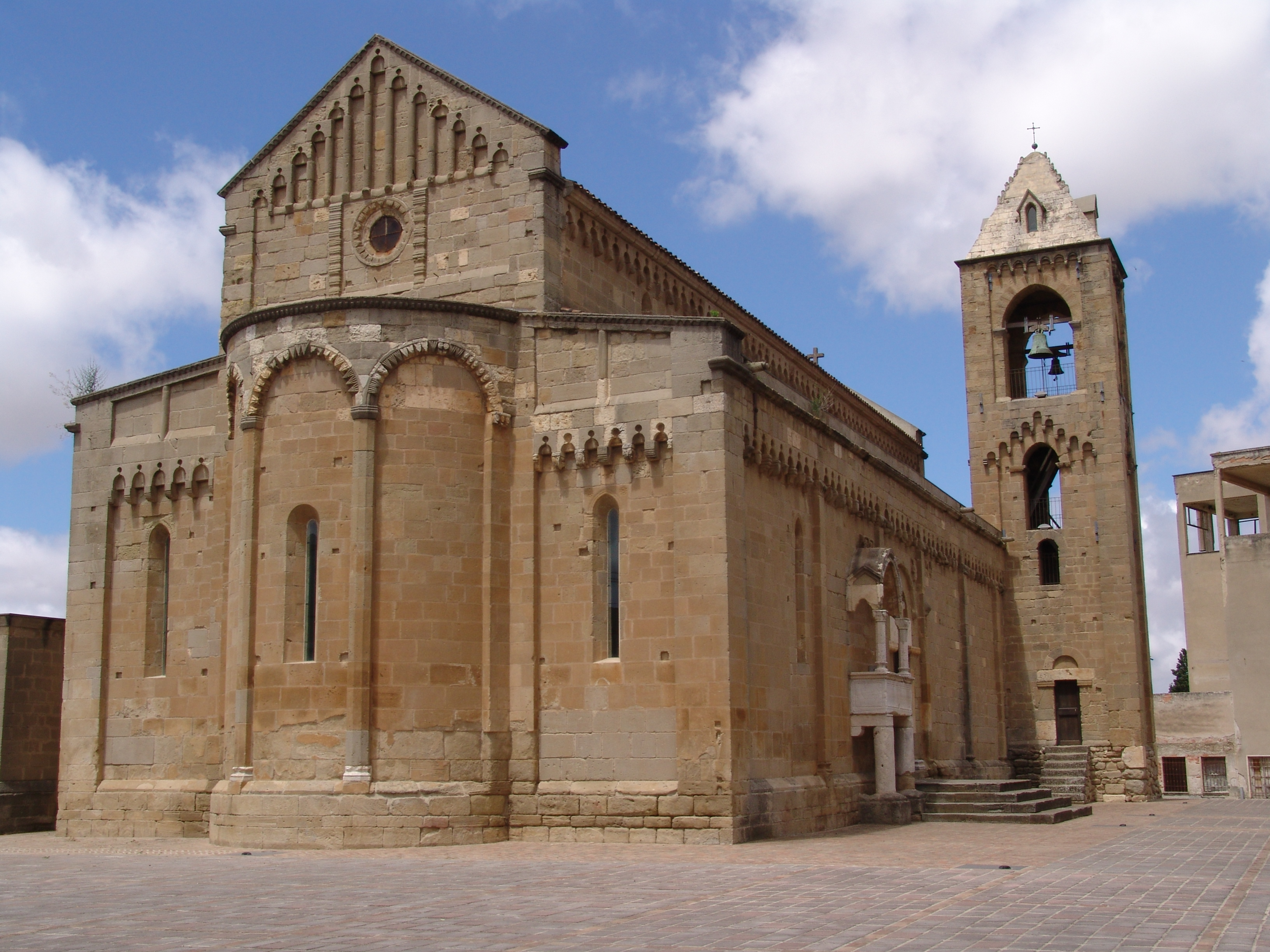
Cathédrale Saint-Pantaléon, Dolianova.
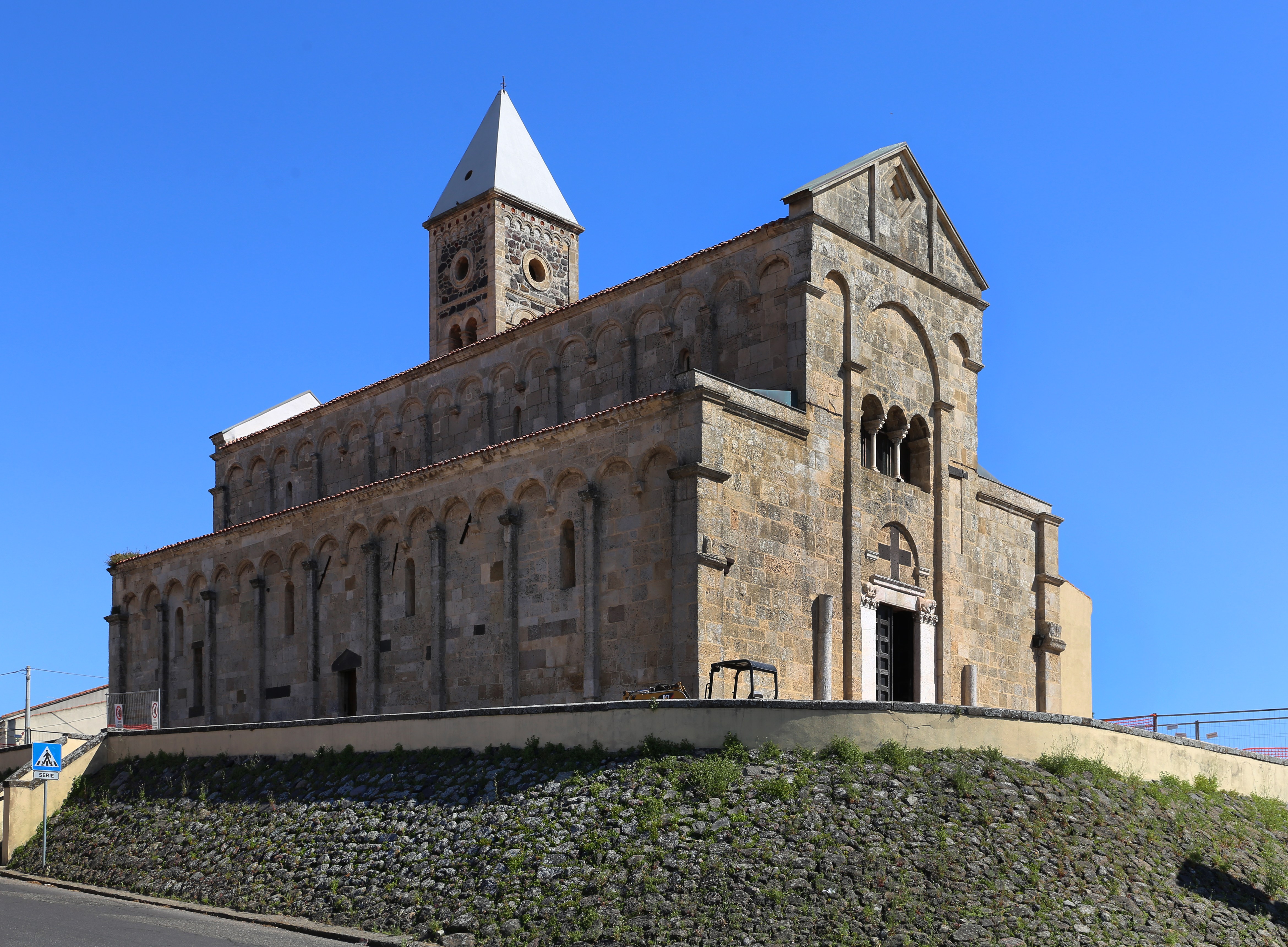
Cathédrale Santa Giusta, Sainte Giuste.
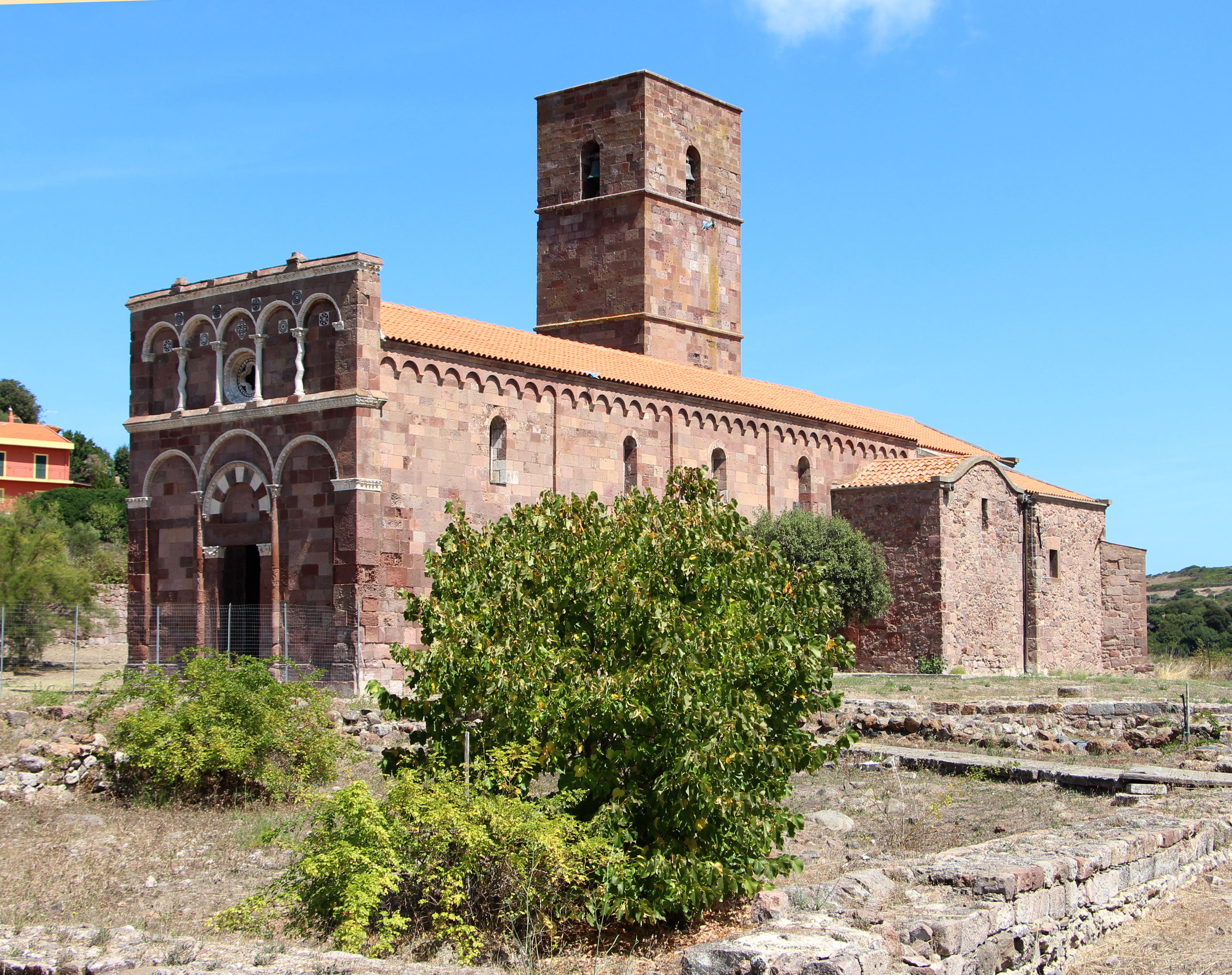
Notre Dame de Tergu.
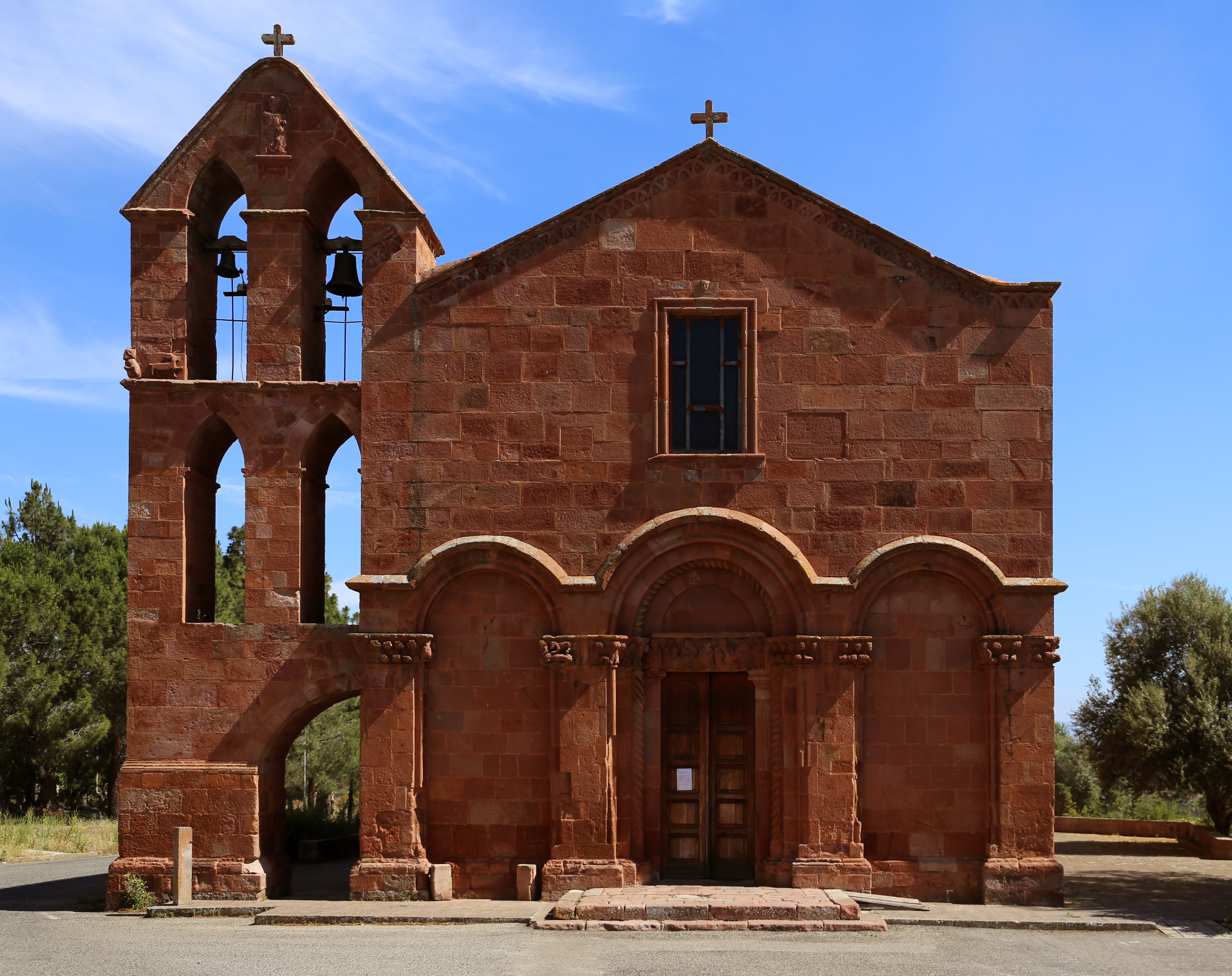
Église San Pietro di Zuri, Ghilarza.
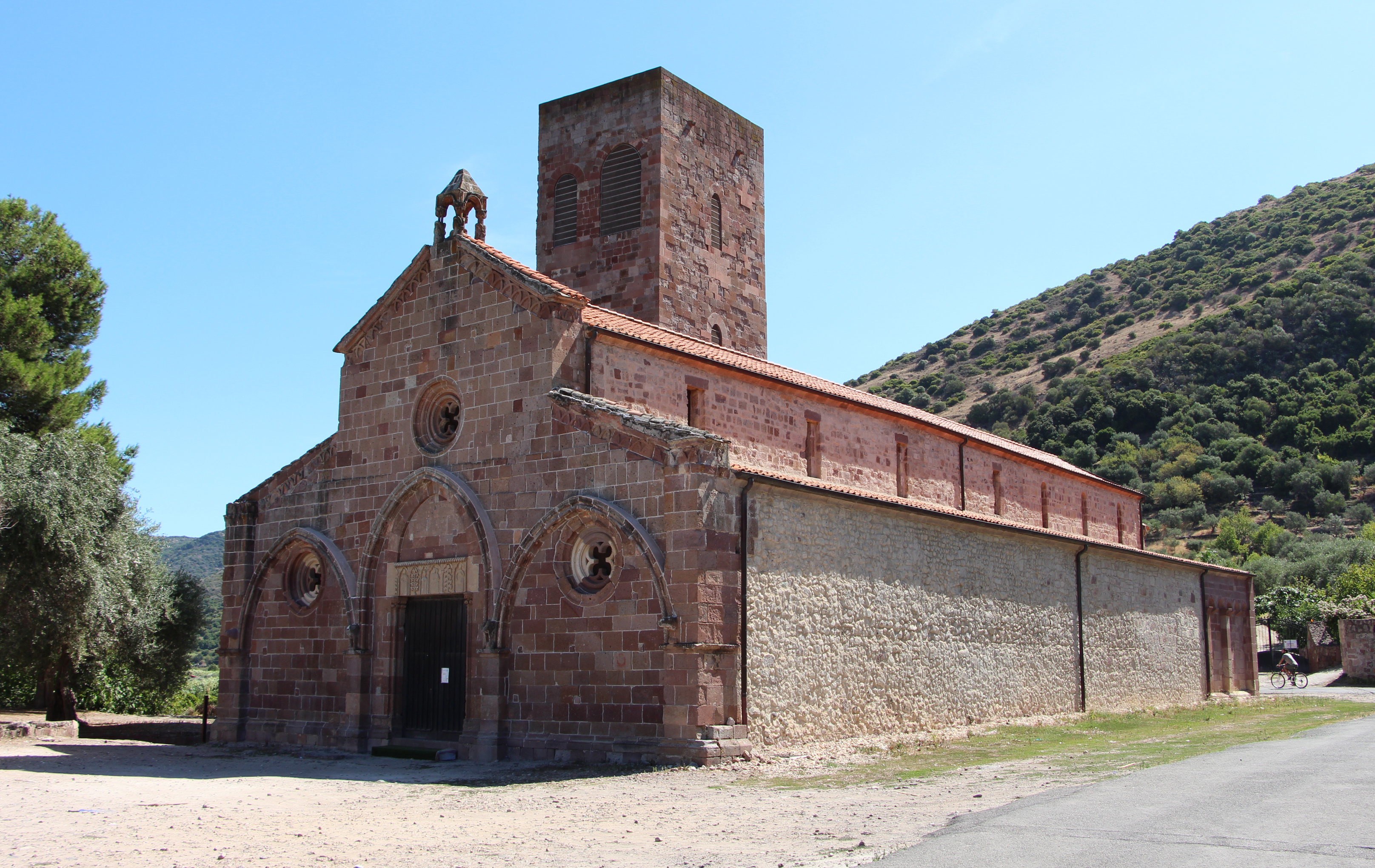
Église San Pietro Extramuros, Bosa.